# 李澄 (電台主持)
李澄（1987年9月29日—），暱稱西瓜，女，前香港商業電台節目主持人，她是香港藝人林珊珊的女兒。另外，她亦是903囗水多過浪花節目監製(朱穗傑）的女友。

## 主持
- 今天只做1件事 (ViuTV)

## 曾主持的電台節目
- 有些歌現在不聽一輩子都不會聽
- 太陽從西瓜升起
- 有甚麼時代，聽甚麼的時代曲
- 在晴朗的一天出發 - 早安，同學早！（逢一至五上午7時至上午8時播放）
- 早霸王 節目助理（逢星期一至五上午10時至中午12時播放）
- 西瓜大發（逢星期六晚上7時至晚上9時播放）

## 曾主持的節目
- 晚吹－喵喵喵 (ViuTV, 2018／08/15 起)

西瓜平行時空ALOHAGWA,(Podcast 2020起)

## 旁白
- 煮吧！換咗我阿媽
- 美選D.n.A

## 外部連結
- 商業電台主持簡介－西瓜 （页面存档备份，存于）
- 西瓜的Facebook專頁
- 西瓜的Instagram帳戶
- 西瓜的新浪微博